# Ömer Faruk Gergerlioğlu
Ömer Faruk Gergerlioğlu   (Província d’Isparta, 2 de novembre de 1965) és un pneumòleg turc, activista dels drets humans i diputat al parlament turc pel Partit Democràtic del Poble (HDP). Ha dedicat la seva carrera política a lluitar contra les violacions dels drets humans a Turquia.
L'11 d'octubre de 2016, es va iniciar una causa contra Gergerlioğlu per haver compartit una imatge en twitter en suport d'un procés de pau turcokurd, en la qual apareixien mares darrere d'un taüt simbòlic cobert amb una bandera turca i un altre amb la bandera del Partit dels Treballadors del Kurdistan (PKK). La imatge va ser feta durant una manifestació de les Mares de la Pau en el Dia Internacional de la Pau. El 13 d'octubre va ser convocat pel seu cap a l'hospital estatal d'İzmit i suspès de les seves funcions. Nacho Sánchez Amor, el llavors ponent per a Turquia del Parlament Europeu, va condemnar la confirmació de la sentència al febrer de 2021. Gergerlioğlu encara pot recórrer la sentència davant el Tribunal Constitucional.
Al febrer de 2018, Gergerlioğlu va ser condemnat a 2,5 anys de presó després de compartir un article en Twitter amb el títol «PKK: si l'Estat pren la iniciativa, la pau pot aconseguir-se en un mes». El periòdic en línia que va publicar l'article, T24, no va ser processat. A causa d'aquesta condemna, Ömer Faruk Gergerlioğlu va ser desposseït de la seva condició de diputat el 17 de març de 2021. A continuació, no va voler abandonar l'edifici del Parlament turc i va iniciar l'anomenada "Vigilància de la Justícia" juntament amb altres diputats del HDP. El mateix dia en què es va revocar la seva immunitat parlamentària, el fiscal de l'Estat turc davant el Tribunal de Cassació, Bekir Şahin, va presentar una demanda davant el Tribunal Constitucional en la qual exigia per a ell i altres 866 polítics del HDP una prohibició d'exercir la política durant cinc anys. La demanda es va presentar juntament amb la sol·licitud de il·legalització del HDP a causa dels suposats vincles organitzatius del partit amb el PKK. El 21 de març de 2021 al matí va ser detingut per la policia turca i arrossegat del Parlament turc. Va ser posat en llibertat poc després que prestés testimoniatge que no havia abandonat el Parlament turc mentre era expulsat d'allí.